# Rudgea
Rudgea är ett släkte av måreväxter. Rudgea ingår i familjen måreväxter.

## Dottertaxa tillRudgea, i alfabetisk ordning[1]
- Rudgea alvarezii
- Rudgea amplexicaulis
- Rudgea angustissima
- Rudgea apodantha
- Rudgea ayangannensis
- Rudgea blanchetiana
- Rudgea brachyandra
- Rudgea bremekampiana
- Rudgea buntingii
- Rudgea burchelliana
- Rudgea cardonae
- Rudgea casarettoana
- Rudgea ceriantha
- Rudgea ciliata
- Rudgea citrifolia
- Rudgea clerodendroides
- Rudgea colombiana
- Rudgea conocarpa
- Rudgea cordata
- Rudgea coriacea
- Rudgea cornifolia
- Rudgea coronata
- Rudgea coronicarpa
- Rudgea corymbulosa
- Rudgea costanensis
- Rudgea crassifolia
- Rudgea crassiloba
- Rudgea crassipetiolata
- Rudgea cryptantha
- Rudgea cuatrecasasii
- Rudgea discolor
- Rudgea duckei
- Rudgea enervia
- Rudgea erioloba
- Rudgea erythrocarpa
- Rudgea fascigera
- Rudgea foveolata
- Rudgea francavillana
- Rudgea frondosa
- Rudgea garciana
- Rudgea gardenioides
- Rudgea graciliflora
- Rudgea grandifructa
- Rudgea guyanensis
- Rudgea hemisphaerica
- Rudgea horquetensis
- Rudgea hospes
- Rudgea hostmanniana
- Rudgea ilheotica
- Rudgea insignis
- Rudgea insolita
- Rudgea interrupta
- Rudgea involucrata
- Rudgea irregularis
- Rudgea isthmensis
- Rudgea jacobinensis
- Rudgea jasminoides
- Rudgea karstenii
- Rudgea kunthii
- Rudgea laevis
- Rudgea lanceifolia
- Rudgea longicollis
- Rudgea longiflora
- Rudgea longipes
- Rudgea loretensis
- Rudgea lucentifolia
- Rudgea macrophylla
- Rudgea magna
- Rudgea malpighiacea
- Rudgea mandevilliifolia
- Rudgea marcano-bertii
- Rudgea marginata
- Rudgea mcphersonii
- Rudgea mexiae
- Rudgea minor
- Rudgea monofructus
- Rudgea mouririoides
- Rudgea mucronata
- Rudgea nebulicola
- Rudgea nivosa
- Rudgea nobilis
- Rudgea nodosa
- Rudgea obesiflora
- Rudgea obtusa
- Rudgea pachyphylla
- Rudgea palicoureoides
- Rudgea panamensis
- Rudgea panurensis
- Rudgea parquioides
- Rudgea parvifolia
- Rudgea pendula
- Rudgea phaneroneura
- Rudgea pittieri
- Rudgea poeppigii
- Rudgea psychotriifolia
- Rudgea raveniana
- Rudgea recurva
- Rudgea reducticalyx
- Rudgea reflexa
- Rudgea reticulata
- Rudgea ruiz-teranii
- Rudgea sanarensis
- Rudgea sanblasensis
- Rudgea sandemanii
- Rudgea sclerocalyx
- Rudgea sessilis
- Rudgea skutchii
- Rudgea sororia
- Rudgea spinigemma
- Rudgea sprucei
- Rudgea stenophylla
- Rudgea stipulacea
- Rudgea subcordata
- Rudgea tambillensis
- Rudgea tayloriae
- Rudgea trianae
- Rudgea triflora
- Rudgea trifurcata
- Rudgea trujilloi
- Rudgea ulei
- Rudgea umbrosa
- Rudgea vallis
- Rudgea vareschii
- Rudgea vellerea
- Rudgea verticillata
- Rudgea viburnoides
- Rudgea villiflora
- Rudgea vincentina
- Rudgea woronowii
- Rudgea wurdackii